# Sărbătoarea Sfinților Petru și Pavel

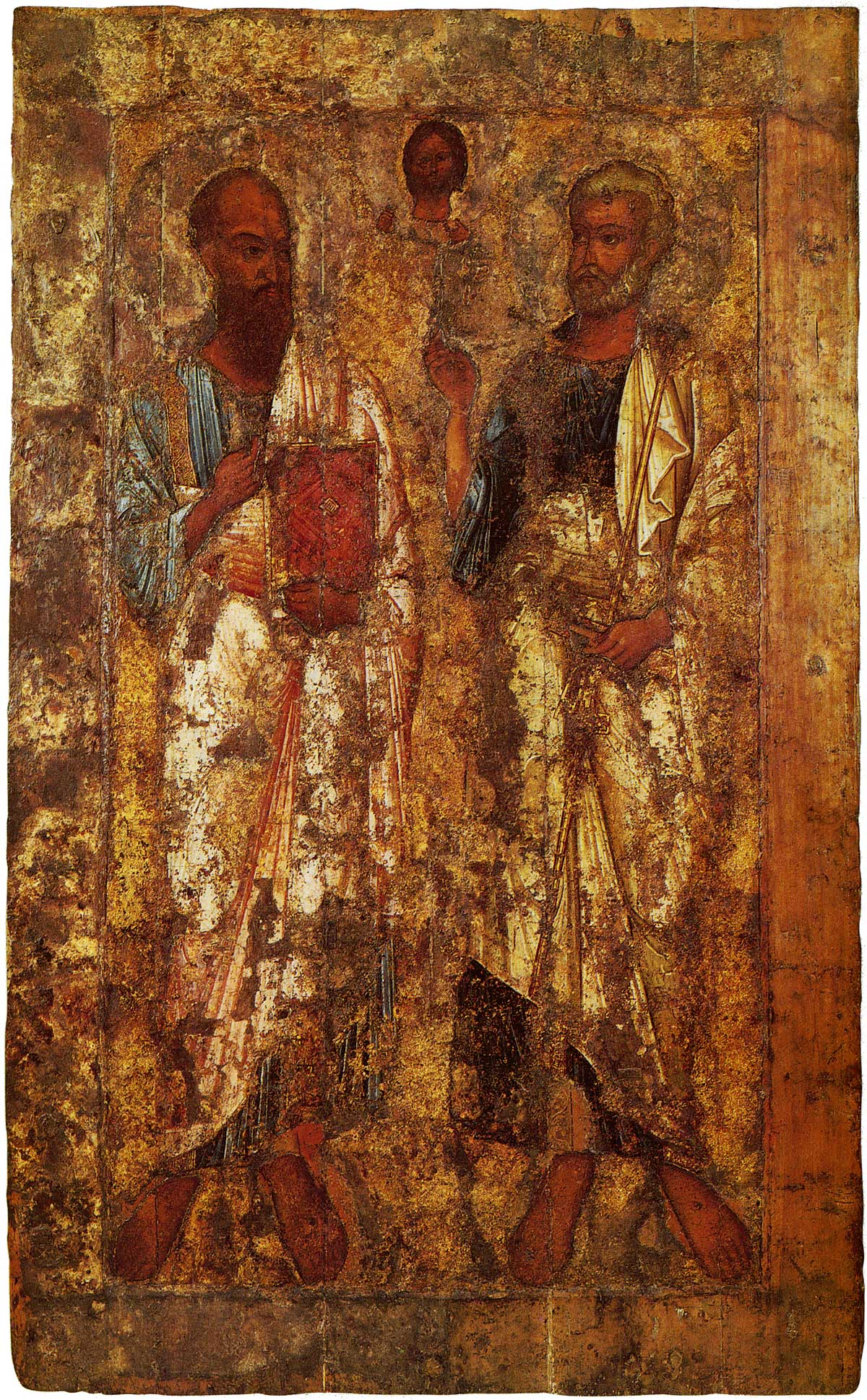
Apostolii Petru și Pavel. Una din cele mai vechi icoane rusești din Catedrala Sf. Sofia, în Veliki Novgorod

Sărbătoarea Sfinților Petru și Pavel este o sărbătoare liturgică în cinstea martirilor de la Roma, Apostolii Sfântul Petru și Sfântul Pavel, care sunt sărbătoriți pe 29 iunie. Sărbătoarea este de origine veche, marcând data martiriului celor doi apostoli.
Până în anul 1977 ziua de 29 iunie a fost zi liberă în toată Italia, iar din 1977 este zi liberă doar pe teritoriul orașului Roma. În seara zilei de 29 iunie are loc tradiționalul foc de artificii „La Girandola“, pe Castelul Sant'Angelo, de pe malul Tibrului.